# یواس‌اس تالند (ای‌کی‌ای-۶۴)
یواس‌اس تالند (ای‌کی‌ای-۶۴) (به انگلیسی: USS Tolland (AKA-64)) یک کشتی بود که طول آن ۴۵۹ فوت ۲ اینچ (۱۳۹٫۹۵ متر) بود. این کشتی در سال ۱۹۴۴ ساخته شد.